# DisneyToon Studios
DisneyToon Studios, precedentemente Disney MovieToons e Disney Video Premieres, è stato uno studio di animazione ed una divisione della Walt Disney Animation Studios. Verso gli anni novanta è diventata una società indipendente.

## Storia

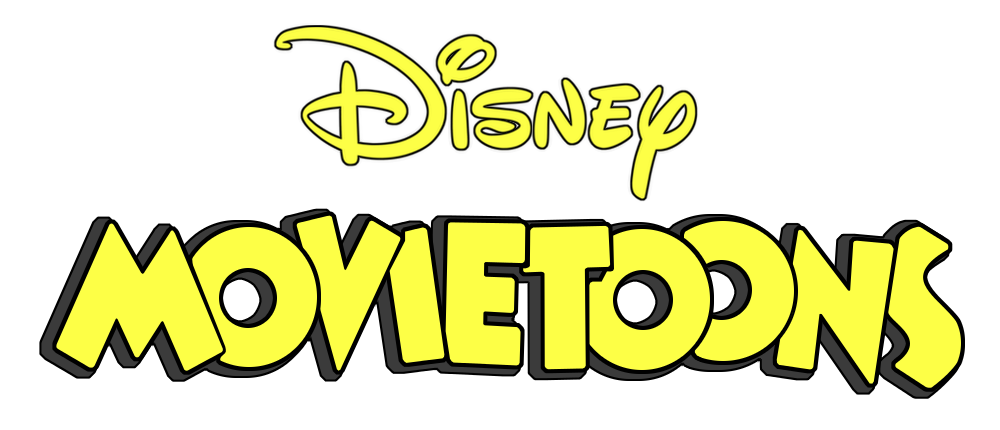
Logo della Disney MovieToons

Il primo lungometraggio prodotto dalla allora Disney MovieToons è stato Zio Paperone alla ricerca della lampada perduta nel 1990, con animazione realizzata dalla Walt Disney Animation France.
Lo studio ha prodotto in seguito alcuni sequel, solitamente direct-to-video, dei film d'animazione Disney, come Il ritorno di Jafar (1994) seguito di Aladdin (1992) e in seguito film con protagonisti i personaggi di Winnie-the-Pooh, film di Topolino e film basati su serie TV Disney. Inoltre gli studi nel 2007 hanno prodotto il loro primo direct-to-video non sequel: Disney Princess: Le magiche fiabe - Insegui i tuoi sogni.
Il 28 giugno 2018 la Walt Disney Company ha dichiarato la chiusura della società con effetto immediato dopo le accuse di molestie contro John Lasseter, che avevano causato il suo allontanamento da parte della Disney e le sue dimissioni spontanee. Lasseter era stato subito sostituito da Pete Docter a capo dei Pixar Animation Studios e da Jennifer Lee a capo dei Walt Disney Animation Studios, tuttavia per i DisneyToon Studios, comunque in declino, non è stato trovato nessun sostituto e si è quindi deciso di chiuderlo. La scelta ha causato 75 licenziamenti, ma sembra che quasi tutti gli artisti siano stati trasferiti ad altri studi Pixar o Disney.

## Filmografia

### Disney MovieToons
- Zio Paperone alla ricerca della lampada perduta (1990)
- Il ritorno di Jafar (1994)
- In viaggio con Pippo (1995)
- Aladdin e il re dei ladri (1996)
- Winnie the Pooh alla ricerca di Christopher Robin (1997)
- La bella e la bestia - Un magico Natale (1997)
- Il mondo incantato di Belle (1998)
- Pocahontas II - Viaggio nel nuovo mondo (1998)
- Il re leone II - Il regno di Simba (1998)
- Estremamente Pippo (2000)
- T come Tigro... e tutti gli amici di Winnie the Pooh (2000)
- La sirenetta II - Ritorno agli abissi (2000)
- Lilli e il vagabondo II - Il cucciolo ribelle (2001)
- Ritorno all'Isola che non c'è (2002)
- Cenerentola II - Quando i sogni diventano realtà (2002)
- Il gobbo di Notre Dame II (2002)
- Buon anno con Winnie the Pooh (2002)
- La carica dei 101 II - Macchia, un eroe a Londra (2003)
- Atlantis - Il ritorno di Milo (2003)

### DisneyToon Studios
- Il libro della giungla 2 (2003)
- Pimpi, piccolo grande eroe (2003)
- Il re leone 3 - Hakuna Matata (2004)
- Winnie the Pooh: Ro e la magia della primavera (2004)
- Topolino, Paperino, Pippo: I tre moschettieri (2004)
- Mulan II (2004)
- Topolino strepitoso Natale! (2004)
- Winnie the Pooh e gli Efelanti (2005)
- Tarzan 2 (2005)
- Lilo & Stitch 2 - Che disastro Stitch! (2005)
- Il primo Halloween da Efelante (2005)
- Le follie di Kronk (2005)
- Bambi 2 - Bambi e il Grande Principe della foresta (2006)
- Koda, fratello orso 2 (2006)
- Red e Toby 2 - Nemiciamici (2006)
- Cenerentola - Il gioco del destino (2007)
- Disney Princess: Le magiche fiabe - Insegui i tuoi sogni (2007)
- La sirenetta - Quando tutto ebbe inizio (2008)
- Trilli (2008)
- Trilli e il tesoro perduto (2009)
- Trilli e il grande salvataggio (2010)
- Trilli e il segreto delle ali (2012)
- Planes (2013)
- Trilli e la nave pirata (2014)
- Planes 2 - Missione antincendio (2014)
- Trilli e la creatura leggendaria (2015)

### Film basati su serie TV
- Winnie the Pooh: Tempo di regali (1999)
- Topolino e la magia del Natale (1999)